# Státní sekretariát (Ancien Régime)

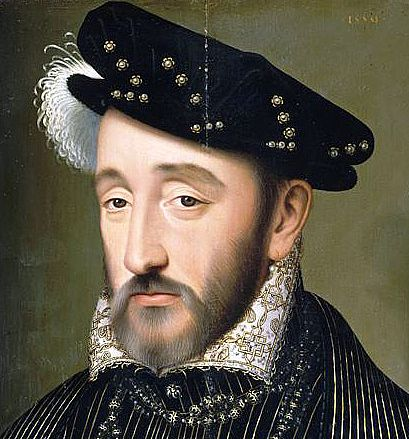
Král Jindřich II. Francouzský, zakladatel státního sekretariátu

Státní sekretariát (franc. Secrétaire d'État) byla královská instituce v době starého režimu ve Francii, založená v roce 1547. Úlohou státních sekretářů bylo plnění povinností přibližně na úrovni ministra, v oblastech zahraničních věcí, války, námořnictva, královského dvora, duchovenstva a původně též i pro protestantské záležitosti. Instituce zanikla během Velké francouzské revoluce. 

## Historie
Král Jindřich II. Francouzský založil státní sekretariát již v roce 1547, avšak bez výraznějších pravomocí. K transformaci na instituci, která byla zhruba na úrovni vlády a jednotlivých ministerstev došlo až za vlády krále Jindřicha z Valois roku 1588. Pozice státních sekretářů byly zařazeny mezi tzv. vysoké úředníky francouzské koruny (franc. Grands officiers de la couronne de France).
V průběhu let lehce kolísal počet státních sekretariátů. Původně byly ustanoveny čtyři, během vlády krále Ludvíka XV., jich bylo pět mezi lety 1718 a 1723. Následně byl počet zredukován opět na 4. V letech 1763 až 1780 existovalo znovu pět sekretariátů, následně až do svého zrušení opět čtyři. 